# Zuluia pubescens
Zuluia pubescens är en kackerlacksart som först beskrevs av Henri Saussure 1873.  Zuluia pubescens ingår i släktet Zuluia och familjen jättekackerlackor. Inga underarter finns listade i Catalogue of Life.